# Aire urbaine de Barcelonnette
 (mai 2025).
Motif : Unité urbaine présente, aire urbaine inexistante dans l'INSEE. D'après les codes, l'a été, peut-être plus après 2010...?
- Archive Wikiwix
- Bing
- Cairn
- DuckDuckGo
- E. Universalis
- Gallica
- Google
- G. Books
- G. News
- G. Scholar
- Persée
- Qwant
- (zh) Baidu
- (ru) Yandex
- (wd) trouver des œuvres sur Wikidata

| 1. | Préciser le motif de la pose du bandeau. | Précisez le motif de la pose du bandeau en utilisant la syntaxe suivante : {{admissibilité à vérifier\|date=mai 2025\|motif=remplacez ce texte par le motif}}                                      |
| 2. | Informer les utilisateurs concernés.     | Pensez à avertir le créateur de l'article, par exemple, en insérant le code ci-dessous sur sa page de discussion : {{subst:avertissement admissibilité à vérifier\|Aire urbaine de Barcelonnette}} |

L'aire urbaine de Barcelonnette est une aire urbaine française centrée sur l'unité urbaine de Barcelonnette dans les Alpes-de-Haute-Provence. Composée de 4 communes, elle comptait 3 988 habitants en 2013.

## Composition
| Nom                     | Code Insee | Statut | Superficie (km2) | Population (dernière pop. légale) | Densité (hab./km2) |
| ----------------------- | ---------- | ------ | ---------------- | --------------------------------- | ------------------ |
| Barcelonnette           | 04019      |        | 16,42            | 2 528 (2022)                      | 154                |
| Faucon-de-Barcelonnette | 04086      |        | 17,42            | 293 (2022)                        | 17                 |
| Saint-Pons              | 04195      |        | 32,06            | 613 (2022)                        | 19                 |
| Les Thuiles             | 04220      |        | 32,8             | 365 (2022)                        | 11                 |

## Caractéristiques
D'après la définition qu'en donne l'INSEE, l'aire urbaine de Barcelonnette est composée de 4 communes, situées dans les Alpes-de-Haute-Provence. 
Le tableau suivant détaille la répartition de l'aire urbaine sur le département (les pourcentages s'entendent en proportion du département) :
| Département             | Communes | Communes (%) | Superficie (km²) | Superficie (%) | Population (1999) | Population (%) |
| ----------------------- | -------- | ------------ | ---------------- | -------------- | ----------------- | -------------- |
| Alpes-de-Haute-Provence | 4        | 2            | 98,7             | 1,42           | 4 012             | 2,87           |